# Torre Urban Plaza
Torre Urban Plaza es un edificio de altura  media de la ciudad de Quito D.M., en Ecuador. Está ubicado en el sector financiero de la avenida 12 de Octubre, en el barrio de La Floresta de la parroquia Iñaquito, en el centro-oriente de la ciudad. A pesar de sus apenas 16 pisos de altura sobresale en la silueta de la ciudad debido a su emplazamiento en una parte alta con respecto al centro financiero de La Carolina, mientras que su diseño vanguardista lo han convertido en un referente de la arquitectura moderna de la ciudad 

## Construcción
La constructora Uribe Schwarzkopf, tenía pensado desarrollar un edificio de forma circular y con movimiento, inspirado en el Turning Torso de Suecia y las Torres Petronas de Malasia, pero con un estilo propio. Para ello consiguieron un terreno de 610 metros cuadrados, ubicado en la esquina de las avenidas 12 de Octubre y Coruña, frente a la conocida Plaza Artigas, donde se rodearía de otros edificios de similares diseños vanguardistas. El promotor de la obra, Tommy Schwarzkopf declaró: “Por más de 20 años estuve atrás de esa esquina porque consideraba que estaba en un lugar privilegiado”, acerca de la ubicación del edificio.
El diseño del edificio estuvo a cargo del arquitecto quiteño Christian Wiesse, que contaba en su currículum con proyectos como la sede de la Facultad Latinoamericana de Ciencias Sociales (FLACSO). La obra inició en diciembre de 2008 y culminó oficialmente nueve meses después, en septiembre de 2009 cuando se entregaron formalmente las oficinas a sus propietarios. La inauguración se realizó en octubre con la presencia del vicepresidente de la República Lenín Moreno.

## Diseño
La Torre Urban Plaza tiene un diseño cilíndrico compacto. Tiene una visión de 360 grados, pensada por el arquitecto Wiesse para reproducir el significado del sector en el que se encuentra (un redondel), donde la circulación de autos es continua y radial. Al ser un edificio inteligente, muchas de sus funciones se encuentran mecanizadas y controladas por computadora. Cuenta además con servicio de internet y comunicaciones por fibra óptica.
Su exterior destaca por su recubrimiento de vidrio templado curvo. Cuenta además con estructura de granito y acero. Tiene una iluminación artística propia que resalta sus curvaturas durante las noches.

## Reconocimientos
El edificio fue reconocido al poco tiempo de su inauguración con la medalla de oro en la categoría "Edificios Públicos" de la Bienal de Arquitectura de Miami 2009. De igual manera el Municipio de Quito le otorgó el Premio Ornato de la Ciudad 2009, en la categoría de Edificios de Oficinas.

## Entidades que alberga
- Banco del Pacífico
- SUDEN - Cursos con Bolsa de Empleo
- Lexvalor Abogados

- Expertia Corporativa
- Oficinas Privadas